# قصر أمزرو
قصر أمزرو هو قصرٌ (قريةٌ محصنة) في المغرب، يقعُ في منطقة جهة درعة تافيلالت. تبلغ مساحته 4.18 هكتار.